# علي شاه سلطان ترغكانو
السلطان علي شاه بن السلطان سليمان بدر العالم شاه (24 يناير 1914 – 17 مايو 1996) هو سلطان ترغكانو الخامس عشر. وابن السلطان الرابع عشر, السلطان سليمان بدر العالم شاه والوريث الشرعي لعرش ترغكانو.
توفي السلطان سليمان في 25 سبتمبر 1942 بتسمم في الدم. أعلنت الإدارة العسكرية اليابانية ، التي احتلت مالايا في ذلك الوقت، علي شاه سلطانًا لتيرينجانو.
في 18 أكتوبر 1943، تولت الحكومة التايلاندية بقيادة رئيس الوزراء المشير بلايك بيبولسونغرام إدارة ترغكانو من اليابانيين واستمرت في الاعتراف بالسلطان علي باعتباره السلطان الشرعي.
عندما عاد البريطانيون بعد نهاية الحرب العالمية الثانية، رفضوا الاعتراف بالسلطان علي. يُزعم أن السلطان علي كان قريبًا جدًا من اليابانيين أثناء احتلالهم.  وأرادت الإدارة العسكرية البريطانية إقالته لرفضه التوقيع على معاهدة اتحاد الملايو.
في 5 نوفمبر 1945، أعلن مجلس ولاية ترغكانو، الذي يتألف من ثلاثة عشر عضوًا، إقالة السلطان علي وتعيين تونكو إسماعيل باعتباره السلطان السادس عشر لترغكانو. أصبح تونكو إسماعيل معروفًا باسم السلطان إسماعيل ناصر الدين شاه وتُوِّج في 6 يونيو 1949 في إستانا مازيه في كوالا ترغكانو. ومنذ ذلك الحين، حكم أحفاد السلطان إسماعيل ترغكانو.
استمر السلطان علي في معارضة إقالته حتى وفاته في 17 مايو 1996.